# Ranunculus sabinei
Ranunculus sabinei är en ranunkelväxtart som beskrevs av Robert Brown. Ranunculus sabinei ingår i släktet ranunkler, och familjen ranunkelväxter. Inga underarter finns listade i Catalogue of Life.